# Attagenus madecassus
Attagenus madecassus es una especie de coleóptero de la familia Dermestidae.

## Distribución geográfica
Habita en Kenia, Madagascar, Tanzania  y la isla Reunión.